# Jean de Bourgogne (1231-1268)
Pour les articles homonymes, voir Jean de Bourgogne.
Jean de Bourgogne né en 1231, mort le 29 septembre 1268, sire de Bourbon et comte de Charolais, second fils d'Hugues IV, duc de Bourgogne, et de Yolande de Dreux.
Il épousa en février 1248 Agnès de Dampierre (1237-1287), fille d'Archambaud IX de Dampierre, sire de Bourbon, et de Yolande de Châtillon, comtesse de Nevers, d'Auxerre et de Tonnerre.
Ils n'eurent qu'une fille, Béatrice (1257 † 1310), mariée en 1272 à Robert de Clermont (1256 † 1317), fils de Saint Louis, et ancêtre de la branche capétienne de Bourbon.